# Akkolade (arkitektur)
Inden for arkitektur er en akkolade en udsmykket bue, der mest typisk findes i sengotisk arkitektur. Udtrykket kommer fra fransk ( l'accolade ), der refererer til en "afstivet" bue.
En akkolade er en spids bue sammensat af to spidse kurver, som spejler hinanden. Det kan dannes af et par omvendte ogee -kurver over en tre-centreret bue, der ender i en lodret afslutning. Formen kan også beskrives som kombinationen af en konveks bue og en konkav bue.

## Brug
En akkolade er normalt en dekorativ støbning placeret over en åbning. Strukturerne er ikke i stand til at bære væsentlige belastninger, så de er primært dekorative. Det er primært blevet brugt over mindre åbninger som nicher, grave, vinduer og skærme.

## Historie
Akkoladen blev introduceret og blev mest brugt i den dekorerede gotiske periode. Det var et element i kirkens arkitektur i England fra det ellevte til det sekstende århundrede. Toppen af udmærkelsens popularitet var i det trettende århundrede. I løbet af det fjortende århundrede skete der en udvikling i dets udseende.
De første akkolader i engelsk gotisk arkitektur optræder på Eleanorkorsene bygget af Edward I til minde om Eleanor af Castilien. De bruges også i gotisk guldsmedearbejde som i helligdommen for St. Gertrude af Nivelles, som oprindeligt blev bygget i det 13. århundrede. St. John's Church, og en af dens største indflydelser, Strawberry Hill House, inkorporerer akkolader i sit design.
Akkolader optræder som stilistiske indramningselementer i kunstværker så tidligt som i det femtende århundrede. Det optræder også i hollandsk kunst, ligesom træsnitsillustrationen i Bogen om den gyldne trone.

## Indflydelser
Akkoladerne blev sandsynligvis importeret til England under korstogene. Der findes akkolader i den byzantinske arkitekturstil, som ved klosteret St. Constantine ved Apolyon-søen. Demus hævder, at akkoladerne ved Porta dei Fiori og Tesoro-indgangen har islamisk indflydelse. Der er dog ingen konsensus om, hvordan akkoladen blev et element i gotisk arkitektur.